# Comella (insecto)
Comella es un género de polillas de la familia Callidulidae.

## Especies
- Comella insularis Joicey & Talbot, 1916
- Comella laetifica (C. & R. Felder, 1860)